# Endonura lusatica
Endonura lusatica is een springstaartensoort uit de familie van de Neanuridae. De wetenschappelijke naam van de soort is voor het eerst geldig gepubliceerd in 1966 door Dunger.